# Орес (регион)
Орес (амазиг. ⴰⵡⵔⴰⵙ («Аврас»), араб: أَوْرَاس, роман: Awrās) — природный регион, расположенный в горной части хребта Орес в восточной части Алжира. На территории региона расположены алжирские вилайеты Батна, Тебесса, Хеншела, Ум-эль-Буаги, Сук-Ахрас и Бискра.

## История
Регион Орес характеризуется горной местностью, там проживает берберско-шауйская этническая группа, которая исторически проживала в этом районе. Изрезанная местность Ореса сделала этот регион одним из наименее развитых районов Магриба. Женщины региона традиционно носят татуировки.
Именно в регионе Оресе началась война за независимость Алжира берберскими борцами за независимость, такими как Мостефа Бен Булаид (фр.). В 1962—1974 годах в честь этого района был назван район Алжира, который существовал во время и после войны за независимость.